# Анагностарас
Анагностарас (греч. Αναγνωσταράς), реже упоминаемый как Анагностис Папагеоргиу (греч. Αναγνώστης Παπαγεωργίου; 1760, Полиани, епархия Монемвасия — 1825, Пилос) — греческий военачальник, участник Освободительной войны Греции 1821—1829 годов, один из «12 апостолов» революционного общества Филики Этерия.

## Биография
Анагностарас, имевший при рождении имя Христос Папагеоргиу, родился в 1760 году в селе Полиани недалеко от города — крепости Монемвасия.
Занимался церковной деятельностью, поэтому получил прозвище Анагностис (греч. αναγνώστης — Чтец (клирик)). Имел большой рост, поэтому именовался Анагностарас (греч. Αναγνωσταράς — сродни русскому Анагностис-богатырь). Под этим именем он и остался известным в истории. Сам Анагностарас подписывался как Анагностис Папагеоргиу (греч. Αναγνώστης Παπαγεωργίου).
Первоначально Анагностарас занялся торговлей. Однажды при ссоре убил старейшину К. Дикеоса, после чего скрылся в горах и стал клефтом. В 1803 году Анагностарас, как и многие другие клефты, перебрался на Ионические острова, перешедшие под российский контроль. После ухудшения русско-турецких отношений Россия на этих островах стала организовывать греческие легионы.
Анагностарас дослужился до звания майора. Продолжал служить в легионах и после того, как острова были возвращены французам, а затем перешли под британский контроль.
В октябре 1817 года после роспуска англичанами греческих легионов, Анагностарас вместе с И. Хрисоспатисом и П. Димитропулосом отправились в Россию, чтобы там с помощью Иоанна Каподистрия получить свои офицерские дипломы и невыплаченное жалованье. По пути в российскую столицу они сделали остановку в Одессе. Появление греческих военачальников в городе стало удачей для организаторов тайного революционного общества Филики Этерия. Николаос Скуфас и Анагностопулос посвятили их в Общество. Посвящение Анагностараса было большим успехом для этеристов. Анагностарас был лично знаком с множеством клефтов, а Колокотронис, Теодорос был его другом. Анагностарас обязался посвятить их всех в Общество. И действительно, «гениальный Анагностарас», как его называет Фотакос, в декабре 1818 года посвятил в Общество Колокотрониса, а после него ещё 30 военачальников, среди которых были Г. Энианан, Петимезас, Николаос, Н. Дикеос.
Греческий историк Филимон отмечает процедуру, используемую Анагностарасом. Выступая в роли «Орфея гетеристов» и «играя на бузуки», он пел предварительно гимны Ригаса или клефтские песни и, считая, что затронул патриотические струны, приступал к посвящению,.
Продолжая свой путь, военачальники встретились в Петербурге с Каподистрией. В Москве Анагностарас успел посвятить в Общество военачальника Фармакиса (Фармакис, Яннис). На обратном пути все четверо встретились с Скуфасом в Константинополе.
В Константинополе Скуфас назначил «12 апостолов» Этерии, за которыми были закреплены определённая подготовка и участие в восстании конкретных областей. За Анагностарасом были закреплены острова Эгейского архипелага и Ионического моря. Но на островах Идра и Спеце Анагностарас не добился успеха. Старейшины Кунтуриотис и Мексис отказывались вступать в Общество до тех пор, пока не будет подтверждено, что его главой является Каподистрия.

## Греческая революция
23 марта 1821 года Мавромихалис, Петрос, Колокотронис, Папафлессас, Стамателопулос, Никитас и Анагностарас во главе повстанцев вошли без боя в город Каламата. Анагностарас во главе нескольких сотен повстанцев последовал затем за Колокотронисом в Аркадию, создавая кольцо блокады вокруг города — крепости Триполи (Осада Триполицы). Анагностарас принял участие в первом бою в Валтеци. Гесс, Петер фон отобразил Анагностараса в своей романтической работе «Анагностарас побеждает турок при Валтеци». Но исторической правды ради следует отметить, что в этой первой стычке победа была не за повстанцами, а в последовавшей много позже греческой победе при Валтеци (см. Сражение при Валтеци) вклад Анагностараса не отмечен.
После Валтеци Анагностарас перешёл в соединение, где командовал Ипсиланти, Дмитрий Константинович. Он принял участие во взятии Триполи и в осаде крепости Акрокоринф (декабрь 1821 год). В январе 1823 года Анагностарас принял сторону земельной олигархии против своего старого друга и соратника Колокотрониса.
19 апреля 1823 года ему было поручено военное министерство, портфель которого вместе с ним делили Мурздзинос и Перревос, Христофор. В апреле 1824 года Анагностарас принял участие в гонениях против Колокотрониса. В апреле 1825 год он продолжал политику гонений. Несмотря на нависшую над Пелопоннесом угрозу египетского вторжения, он отказался освободить Колокотрониса. Потом Анагностарас отправился в Пилос (Наварин), где возглавил разношёрстный отряд повстанцев, готовясь отразить высадку египтян на остров Сфактерия, который прикрывал вход в Наваринскую бухту (см. Осада Наварино (1825)).
26 апреля 1825 года Анагностарас занял позицию в одной из пещер острова. Он упорно оборонялся, препятствуя высадке турко-египтян. При обороне был ранен корабельным ядром. Его попытались унести, но «он был грузным и не способным к передвижению». Турко-египтяне прикончили его штыками и, сообразив по одёжам, что он важное лицо, отрезали ему голову.